# 1214
Portal Geschichte | Portal Biografien | Aktuelle Ereignisse | Jahreskalender | Tagesartikel

◄ |
12. Jahrhundert |
13. Jahrhundert
| 14. Jahrhundert | ►

◄ |
1180er |
1190er |
1200er |
1210er
| 1220er | 1230er | 1240er | ►

◄◄ |
◄ |
1210 |
1211 |
1212 |
1213 |
1214
| 1215 | 1216 | 1217 | 1218 | ► | ►►
Staatsoberhäupter  · Nekrolog
| Januar | Januar | Januar | Januar | Januar | Januar | Januar | Januar |
| Kw     | Mo     | Di     | Mi     | Do     | Fr     | Sa     | So     |
| 1      |        |        | 1      | 2      | 3      | 4      | 5      |
| 2      | 6      | 7      | 8      | 9      | 10     | 11     | 12     |
| 3      | 13     | 14     | 15     | 16     | 17     | 18     | 19     |
| 4      | 20     | 21     | 22     | 23     | 24     | 25     | 26     |
| 5      | 27     | 28     | 29     | 30     | 31     |        |        |
| ------ | ------ | ------ | ------ | ------ | ------ | ------ | ------ |

| Februar | Februar | Februar | Februar | Februar | Februar | Februar | Februar |
| Kw      | Mo      | Di      | Mi      | Do      | Fr      | Sa      | So      |
| 5       |         |         |         |         |         | 1       | 2       |
| 6       | 3       | 4       | 5       | 6       | 7       | 8       | 9       |
| 7       | 10      | 11      | 12      | 13      | 14      | 15      | 16      |
| 8       | 17      | 18      | 19      | 20      | 21      | 22      | 23      |
| 9       | 24      | 25      | 26      | 27      | 28      |         |         |
| ------- | ------- | ------- | ------- | ------- | ------- | ------- | ------- |

| März | März | März | März | März | März | März | März |
| Kw   | Mo   | Di   | Mi   | Do   | Fr   | Sa   | So   |
| 9    |      |      |      |      |      | 1    | 2    |
| 10   | 3    | 4    | 5    | 6    | 7    | 8    | 9    |
| 11   | 10   | 11   | 12   | 13   | 14   | 15   | 16   |
| 12   | 17   | 18   | 19   | 20   | 21   | 22   | 23   |
| 13   | 24   | 25   | 26   | 27   | 28   | 29   | 30   |
| 14   | 31   |      |      |      |      |      |      |
| ---- | ---- | ---- | ---- | ---- | ---- | ---- | ---- |

| April | April | April | April | April | April | April | April |
| Kw    | Mo    | Di    | Mi    | Do    | Fr    | Sa    | So    |
| 14    |       | 1     | 2     | 3     | 4     | 5     | 6     |
| 15    | 7     | 8     | 9     | 10    | 11    | 12    | 13    |
| 16    | 14    | 15    | 16    | 17    | 18    | 19    | 20    |
| 17    | 21    | 22    | 23    | 24    | 25    | 26    | 27    |
| 18    | 28    | 29    | 30    |       |       |       |       |
| ----- | ----- | ----- | ----- | ----- | ----- | ----- | ----- |

| Mai | Mai | Mai | Mai | Mai | Mai | Mai | Mai |
| Kw  | Mo  | Di  | Mi  | Do  | Fr  | Sa  | So  |
| 18  |     |     |     | 1   | 2   | 3   | 4   |
| 19  | 5   | 6   | 7   | 8   | 9   | 10  | 11  |
| 20  | 12  | 13  | 14  | 15  | 16  | 17  | 18  |
| 21  | 19  | 20  | 21  | 22  | 23  | 24  | 25  |
| 22  | 26  | 27  | 28  | 29  | 30  | 31  |     |
| --- | --- | --- | --- | --- | --- | --- | --- |

| Juni | Juni | Juni | Juni | Juni | Juni | Juni | Juni |
| Kw   | Mo   | Di   | Mi   | Do   | Fr   | Sa   | So   |
| 22   |      |      |      |      |      |      | 1    |
| 23   | 2    | 3    | 4    | 5    | 6    | 7    | 8    |
| 24   | 9    | 10   | 11   | 12   | 13   | 14   | 15   |
| 25   | 16   | 17   | 18   | 19   | 20   | 21   | 22   |
| 26   | 23   | 24   | 25   | 26   | 27   | 28   | 29   |
| 27   | 30   |      |      |      |      |      |      |
| ---- | ---- | ---- | ---- | ---- | ---- | ---- | ---- |

| Juli | Juli | Juli | Juli | Juli | Juli | Juli | Juli |
| Kw   | Mo   | Di   | Mi   | Do   | Fr   | Sa   | So   |
| 27   |      | 1    | 2    | 3    | 4    | 5    | 6    |
| 28   | 7    | 8    | 9    | 10   | 11   | 12   | 13   |
| 29   | 14   | 15   | 16   | 17   | 18   | 19   | 20   |
| 30   | 21   | 22   | 23   | 24   | 25   | 26   | 27   |
| 31   | 28   | 29   | 30   | 31   |      |      |      |
| ---- | ---- | ---- | ---- | ---- | ---- | ---- | ---- |

| August | August | August | August | August | August | August | August |
| Kw     | Mo     | Di     | Mi     | Do     | Fr     | Sa     | So     |
| 31     |        |        |        |        | 1      | 2      | 3      |
| 32     | 4      | 5      | 6      | 7      | 8      | 9      | 10     |
| 33     | 11     | 12     | 13     | 14     | 15     | 16     | 17     |
| 34     | 18     | 19     | 20     | 21     | 22     | 23     | 24     |
| 35     | 25     | 26     | 27     | 28     | 29     | 30     | 31     |
| ------ | ------ | ------ | ------ | ------ | ------ | ------ | ------ |

| September | September | September | September | September | September | September | September |
| Kw        | Mo        | Di        | Mi        | Do        | Fr        | Sa        | So        |
| 36        | 1         | 2         | 3         | 4         | 5         | 6         | 7         |
| 37        | 8         | 9         | 10        | 11        | 12        | 13        | 14        |
| 38        | 15        | 16        | 17        | 18        | 19        | 20        | 21        |
| 39        | 22        | 23        | 24        | 25        | 26        | 27        | 28        |
| 40        | 29        | 30        |           |           |           |           |           |
| --------- | --------- | --------- | --------- | --------- | --------- | --------- | --------- |

| Oktober | Oktober | Oktober | Oktober | Oktober | Oktober | Oktober | Oktober |
| Kw      | Mo      | Di      | Mi      | Do      | Fr      | Sa      | So      |
| 40      |         |         | 1       | 2       | 3       | 4       | 5       |
| 41      | 6       | 7       | 8       | 9       | 10      | 11      | 12      |
| 42      | 13      | 14      | 15      | 16      | 17      | 18      | 19      |
| 43      | 20      | 21      | 22      | 23      | 24      | 25      | 26      |
| 44      | 27      | 28      | 29      | 30      | 31      |         |         |
| ------- | ------- | ------- | ------- | ------- | ------- | ------- | ------- |

| November | November | November | November | November | November | November | November |
| Kw       | Mo       | Di       | Mi       | Do       | Fr       | Sa       | So       |
| 44       |          |          |          |          |          | 1        | 2        |
| 45       | 3        | 4        | 5        | 6        | 7        | 8        | 9        |
| 46       | 10       | 11       | 12       | 13       | 14       | 15       | 16       |
| 47       | 17       | 18       | 19       | 20       | 21       | 22       | 23       |
| 48       | 24       | 25       | 26       | 27       | 28       | 29       | 30       |
| -------- | -------- | -------- | -------- | -------- | -------- | -------- | -------- |

| Dezember | Dezember | Dezember | Dezember | Dezember | Dezember | Dezember | Dezember |
| Kw       | Mo       | Di       | Mi       | Do       | Fr       | Sa       | So       |
| 49       | 1        | 2        | 3        | 4        | 5        | 6        | 7        |
| 50       | 8        | 9        | 10       | 11       | 12       | 13       | 14       |
| 51       | 15       | 16       | 17       | 18       | 19       | 20       | 21       |
| 52       | 22       | 23       | 24       | 25       | 26       | 27       | 28       |
| 1        | 29       | 30       | 31       |          |          |          |          |
| -------- | -------- | -------- | -------- | -------- | -------- | -------- | -------- |

| Januar | Januar | Januar | Januar | Januar | Januar | Januar | Januar |
| Kw     | Mo     | Di     | Mi     | Do     | Fr     | Sa     | So     |
| 1      |        |        | 1      | 2      | 3      | 4      | 5      |
| 2      | 6      | 7      | 8      | 9      | 10     | 11     | 12     |
| 3      | 13     | 14     | 15     | 16     | 17     | 18     | 19     |
| 4      | 20     | 21     | 22     | 23     | 24     | 25     | 26     |
| 5      | 27     | 28     | 29     | 30     | 31     |        |        |
| ------ | ------ | ------ | ------ | ------ | ------ | ------ | ------ |

| Februar | Februar | Februar | Februar | Februar | Februar | Februar | Februar |
| Kw      | Mo      | Di      | Mi      | Do      | Fr      | Sa      | So      |
| 5       |         |         |         |         |         | 1       | 2       |
| 6       | 3       | 4       | 5       | 6       | 7       | 8       | 9       |
| 7       | 10      | 11      | 12      | 13      | 14      | 15      | 16      |
| 8       | 17      | 18      | 19      | 20      | 21      | 22      | 23      |
| 9       | 24      | 25      | 26      | 27      | 28      |         |         |
| ------- | ------- | ------- | ------- | ------- | ------- | ------- | ------- |

| März | März | März | März | März | März | März | März |
| Kw   | Mo   | Di   | Mi   | Do   | Fr   | Sa   | So   |
| 9    |      |      |      |      |      | 1    | 2    |
| 10   | 3    | 4    | 5    | 6    | 7    | 8    | 9    |
| 11   | 10   | 11   | 12   | 13   | 14   | 15   | 16   |
| 12   | 17   | 18   | 19   | 20   | 21   | 22   | 23   |
| 13   | 24   | 25   | 26   | 27   | 28   | 29   | 30   |
| 14   | 31   |      |      |      |      |      |      |
| ---- | ---- | ---- | ---- | ---- | ---- | ---- | ---- |

| April | April | April | April | April | April | April | April |
| Kw    | Mo    | Di    | Mi    | Do    | Fr    | Sa    | So    |
| 14    |       | 1     | 2     | 3     | 4     | 5     | 6     |
| 15    | 7     | 8     | 9     | 10    | 11    | 12    | 13    |
| 16    | 14    | 15    | 16    | 17    | 18    | 19    | 20    |
| 17    | 21    | 22    | 23    | 24    | 25    | 26    | 27    |
| 18    | 28    | 29    | 30    |       |       |       |       |
| ----- | ----- | ----- | ----- | ----- | ----- | ----- | ----- |

| Mai | Mai | Mai | Mai | Mai | Mai | Mai | Mai |
| Kw  | Mo  | Di  | Mi  | Do  | Fr  | Sa  | So  |
| 18  |     |     |     | 1   | 2   | 3   | 4   |
| 19  | 5   | 6   | 7   | 8   | 9   | 10  | 11  |
| 20  | 12  | 13  | 14  | 15  | 16  | 17  | 18  |
| 21  | 19  | 20  | 21  | 22  | 23  | 24  | 25  |
| 22  | 26  | 27  | 28  | 29  | 30  | 31  |     |
| --- | --- | --- | --- | --- | --- | --- | --- |

| Juni | Juni | Juni | Juni | Juni | Juni | Juni | Juni |
| Kw   | Mo   | Di   | Mi   | Do   | Fr   | Sa   | So   |
| 22   |      |      |      |      |      |      | 1    |
| 23   | 2    | 3    | 4    | 5    | 6    | 7    | 8    |
| 24   | 9    | 10   | 11   | 12   | 13   | 14   | 15   |
| 25   | 16   | 17   | 18   | 19   | 20   | 21   | 22   |
| 26   | 23   | 24   | 25   | 26   | 27   | 28   | 29   |
| 27   | 30   |      |      |      |      |      |      |
| ---- | ---- | ---- | ---- | ---- | ---- | ---- | ---- |

| Juli | Juli | Juli | Juli | Juli | Juli | Juli | Juli |
| Kw   | Mo   | Di   | Mi   | Do   | Fr   | Sa   | So   |
| 27   |      | 1    | 2    | 3    | 4    | 5    | 6    |
| 28   | 7    | 8    | 9    | 10   | 11   | 12   | 13   |
| 29   | 14   | 15   | 16   | 17   | 18   | 19   | 20   |
| 30   | 21   | 22   | 23   | 24   | 25   | 26   | 27   |
| 31   | 28   | 29   | 30   | 31   |      |      |      |
| ---- | ---- | ---- | ---- | ---- | ---- | ---- | ---- |

| August | August | August | August | August | August | August | August |
| Kw     | Mo     | Di     | Mi     | Do     | Fr     | Sa     | So     |
| 31     |        |        |        |        | 1      | 2      | 3      |
| 32     | 4      | 5      | 6      | 7      | 8      | 9      | 10     |
| 33     | 11     | 12     | 13     | 14     | 15     | 16     | 17     |
| 34     | 18     | 19     | 20     | 21     | 22     | 23     | 24     |
| 35     | 25     | 26     | 27     | 28     | 29     | 30     | 31     |
| ------ | ------ | ------ | ------ | ------ | ------ | ------ | ------ |

| September | September | September | September | September | September | September | September |
| Kw        | Mo        | Di        | Mi        | Do        | Fr        | Sa        | So        |
| 36        | 1         | 2         | 3         | 4         | 5         | 6         | 7         |
| 37        | 8         | 9         | 10        | 11        | 12        | 13        | 14        |
| 38        | 15        | 16        | 17        | 18        | 19        | 20        | 21        |
| 39        | 22        | 23        | 24        | 25        | 26        | 27        | 28        |
| 40        | 29        | 30        |           |           |           |           |           |
| --------- | --------- | --------- | --------- | --------- | --------- | --------- | --------- |

| Oktober | Oktober | Oktober | Oktober | Oktober | Oktober | Oktober | Oktober |
| Kw      | Mo      | Di      | Mi      | Do      | Fr      | Sa      | So      |
| 40      |         |         | 1       | 2       | 3       | 4       | 5       |
| 41      | 6       | 7       | 8       | 9       | 10      | 11      | 12      |
| 42      | 13      | 14      | 15      | 16      | 17      | 18      | 19      |
| 43      | 20      | 21      | 22      | 23      | 24      | 25      | 26      |
| 44      | 27      | 28      | 29      | 30      | 31      |         |         |
| ------- | ------- | ------- | ------- | ------- | ------- | ------- | ------- |

| November | November | November | November | November | November | November | November |
| Kw       | Mo       | Di       | Mi       | Do       | Fr       | Sa       | So       |
| 44       |          |          |          |          |          | 1        | 2        |
| 45       | 3        | 4        | 5        | 6        | 7        | 8        | 9        |
| 46       | 10       | 11       | 12       | 13       | 14       | 15       | 16       |
| 47       | 17       | 18       | 19       | 20       | 21       | 22       | 23       |
| 48       | 24       | 25       | 26       | 27       | 28       | 29       | 30       |
| -------- | -------- | -------- | -------- | -------- | -------- | -------- | -------- |

| Dezember | Dezember | Dezember | Dezember | Dezember | Dezember | Dezember | Dezember |
| Kw       | Mo       | Di       | Mi       | Do       | Fr       | Sa       | So       |
| 49       | 1        | 2        | 3        | 4        | 5        | 6        | 7        |
| 50       | 8        | 9        | 10       | 11       | 12       | 13       | 14       |
| 51       | 15       | 16       | 17       | 18       | 19       | 20       | 21       |
| 52       | 22       | 23       | 24       | 25       | 26       | 27       | 28       |
| 1        | 29       | 30       | 31       |          |          |          |          |
| -------- | -------- | -------- | -------- | -------- | -------- | -------- | -------- |

## Ereignisse

### Politik und Weltgeschehen

#### Französisch-Englischer Krieg

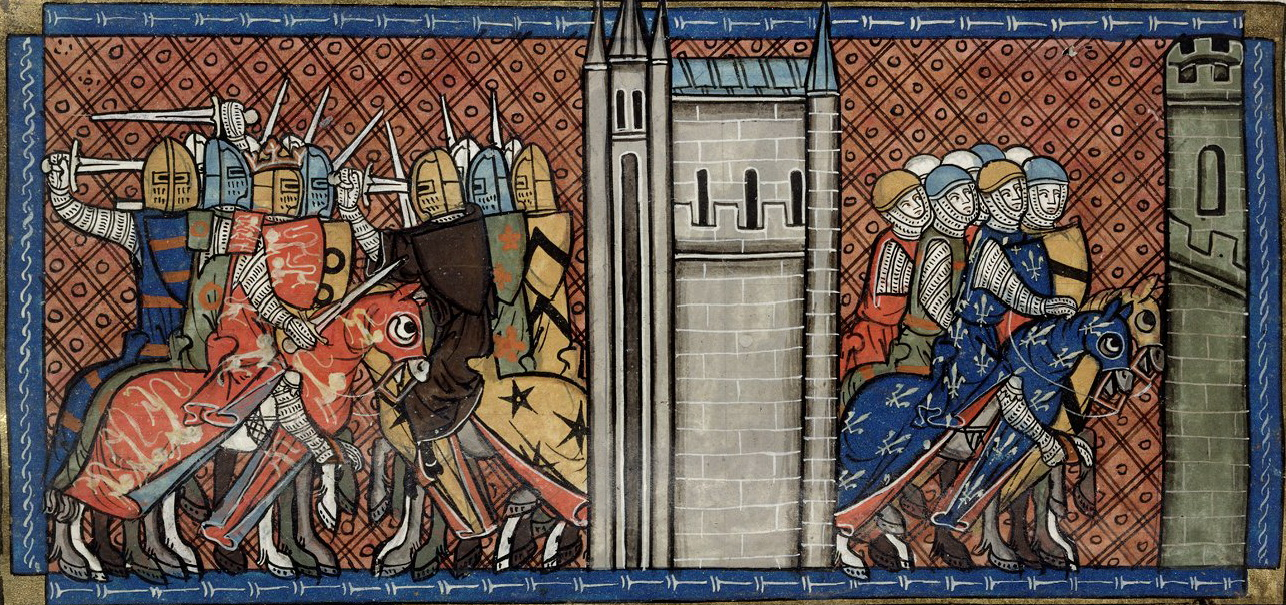
König Johann von England im Kampf mit Prinz Ludwig von Frankreich, Darstellung aus den Chroniques de Saint-Denis, 14. Jh

Der englische König Johann Ohneland plant, Philipp II. von Frankreich im Französisch-Englischen Krieg durch einen Zangenangriff zu schlagen und so das Angevinische Reich zurückzuerobern. Während er selbst eine Expedition ins Poitou führt, soll ein weiteres englisches Heer unter William Longespée sich in Flandern mit den verbündeten Armeen des römisch-deutschen Kaisers Otto IV. und anderen Verbündeten vereinen.
König Johann landet im Februar in La Rochelle. Nachdem er zunächst Vorstöße in die Limousin und in die Gascogne unternommen hat, marschierte er im Mai durch Poitou, wo er zunächst die Familie Lusignan schlagen und schließlich durch ein Heiratsversprechen seiner Tochter Johanna mit Hugo X. von Lusignan für sich gewinnen kann. Danach wendet er sich nach Norden, erobert Nantes und kann erneut in Angers einziehen. Während er die Burg von Roche-aux-Moines nördlich von Angers belagert, erscheint der französische Prinz Ludwig mit einem Heer vor der Burg. Die französischen Verbündeten Johanns lassen ihn daraufhin im Stich und fliehen. 
- 2. Juli: Die Schlacht bei Roche-aux-Moines zwischen dem französischen Kronprinzen Ludwig und dem englischen König Johann Ohneland endet ohne ein direktes Aufeinandertreffen der beiden Heere, da Johann das Schlachtfeld fluchtartig verlässt.

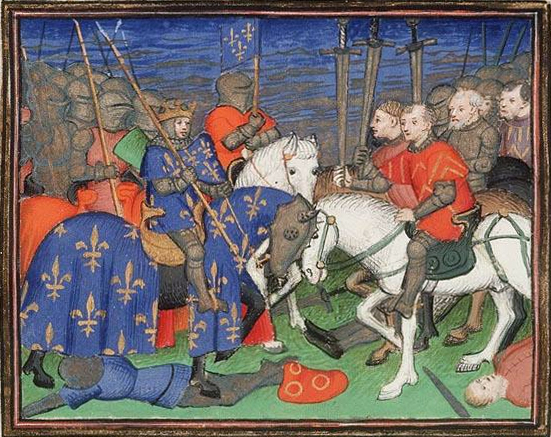
Sieg Philipps II. bei Bouvines

- 27. Juli: In der Schlacht bei Bouvines siegen die Franzosen unter König Philipp II. August über ein englisch-welfisches Heer unter Kaiser Otto IV. und William Longespée und gewinnen große Teile des Angevinischen Reichs.

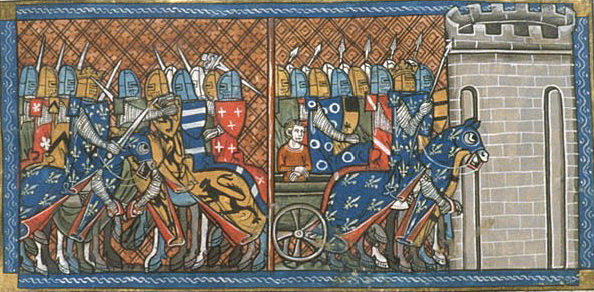
Philipp II. im Kampf mit Ferdinand von Flandern (links), der gefangene Graf von Flandern (rechts)

- Das französische Heer tritt noch am Abend den Rückmarsch nach Paris an. In dem Kampf kann es fünf Grafen und mindestens fünfundzwanzig bannerführende Herren des Feindes gefangen nehmen. Darunter befinden sich die Grafen Rainald von Boulogne und Ferdinand von Flandern. Kaiser Otto verliert in der Folge die Unterstützung der Reichsfürsten, die auf die Seite des Staufers Friedrich II. wechseln.
- 18. September: Auf kirchliche Vermittlung schließen England und Frankreich einen fünfjährigen Waffenstillstandsvertrag.
- Oktober: Johann kehrt nach England zurück und sieht sich dort einer Adelsopposition gegenüber.
- Englische Barone treffen sich in Bury St. Edmunds und schwören einen Eid, König John Plantagenet zur Gewährung grundlegender Freiheiten für den Adel zu zwingen.

#### Albigenserkreuzzug
- Anfang des Jahres: Trotz seines überwältigenden Sieges in der Schlacht bei Muret leisten die okzitanischen Städte dem Führer des Albigenserkreuzzugs Simon de Montfort weiterhin Widerstand. Narbonne und Montpellier verweigern ihm den Einzug, nur Nîmes öffnet nach einer Drohgebärde die Tore.
- 23. Januar: Papst Innozenz III. droht Simon de Montfort mit Exkommunikation, falls er den in seiner Gewalt befindlichen jungen König Jakob I. von Aragón nicht dem päpstlichen Legaten übergibt, was dieser im April schließlich tut.
- 3. Mai: Der hochverschuldete Bernard Aton VI. Trencavel überträgt seine Ländereien an Simon de Montfort.
- 5. Mai: Aus Nordfrankreich trifft ein vom päpstlichen Legaten Robert von Courson organisiertes großes Verstärkungsheer für die Kreuzfahrer in Südfrankreich ein.
- Über den Sommer erobert und zerstört das Kreuzzugsheer weitere Städte. Unter anderem wird am 18. August die Stadt Casseneuil dem Erdboden gleichgemacht und die Bevölkerung massakriert. Im Dezember hat Simon de Montfort alle Ländereien des Grafen Raimund VI. von Toulouse mit Ausnahme der Stadt Toulouse unter seine Kontrolle gebracht.

#### Heiliges Römisches Reich
- April: Nach dem kinderlosen Tod Heinrichs des Jüngeren von Braunschweig belehnt König Friedrich II. den bayerischen Herzog Ludwig aus dem Haus Wittelsbach mit der Pfalzgrafschaft bei Rhein. Von nun an darf er den Löwen im Wappen führen.

#### Skandinavien
- Nach dem Tod von Jarl Håkon Galen erbt König Inge II. von Norwegen gemäß dem Thronfolgevertrag von 1212 dessen Reichsteil und wird damit König des gesamten von den Birkebeinern kontrollierten Gebiets. Inges plötzlicher Machtzuwachs zwingt die aufständischen Bauern des Trøndelag zu einem Vergleich.

#### Asien
- Die Rum-Seldschuken unter Sultan Kai Kaus I. erobern die zum Kaiserreich Trapezunt gehörige Stadt Sinope. Der Anführer der Verteidiger David Komnenos fällt, sein Bruder Kaiser Alexios I. muss Tributzahlungen leisten.
- Wegen des Angriffs auf Peking durch die Mongolen unter Dschingis Khan wird Kaifeng Hauptstadt der chinesischen Jin-Dynastie.

#### Stadtrechte und urkundliche Ersterwähnungen
- Erstmalige urkundliche Erwähnung von Alesheim, Courlevon, Drolshagen, Gurbrü, Hof, Hundheim, Mondfeld, Schwarme, Steinbach, Werbeln und Witten
- Bielefeld bekommt vom Ravensberger Grafen Hermann IV. die Stadtrechte verliehen.
- 1214/1217: München erhält eine Stadtmauer.

### Wissenschaft und Technik
- Robert Grosseteste wird Kanzler der Universität Oxford.

### Religion
- Andreas von Guttenstein wird Bischof von Prag als Nachfolger des am 30. März verstorbenen Daniel Milík.
- 24. Juni: Gilbert de Glanville stirbt. Zu seinem Nachfolger als Bischof von Rochester wird am 13. Dezember Benedict of Sawston gewählt, der sich zu diesem Zeitpunkt gerade in Paris befindet.
- Bevor der nach dem Tod von Walther von Vatz neu gewählte Otto die Weihe als Bischof von Gurk erhalten kann, stirbt er am 30. Juni. Zu seinem Nachfolger wird Heinrich von Pettau ernannt.

## Geboren

### Geburtsdatum gesichert
- 25. April: Ludwig IX. („der Heilige“), König von Frankreich († 1270)
- 29. Juli: Sturla Þórðarson, isländischer Schriftsteller und Skalde († 1284)

### Genaues Geburtsdatum unbekannt
- Isabella von England, Kaiserin des Heiligen Römischen Reiches und Königin von Sizilien († 1241)
- al-Qurtubī, andalusischer islamischer ascharitischer Theologe und Gelehrter († 1272)

## Gestorben

### Erstes Halbjahr
- 13. Februar: Theobald I., Graf von Bar und Luxemburg (* um 1158)
- 12. März: Balduin von Toulouse, Vizegraf von Bruniquel und Lautrec (* 1165)
- 30. März: Daniel Milík, Bischof von Prag
- 16. oder 26. April: Heinrich (VI.) der Jüngere von Braunschweig, Pfalzgraf bei Rhein (* um 1196)
- April: Wilhelm II., Herr von Béthune, Richebourg und Varneston sowie erblicher advocatus der Kirche und Abtei Saint-Vaast von Arras
- vor 26. Mai: Bernard, Erzbischof von Ragusa und Bischof von Carlisle
- 24. Juni: Gilbert de Glanville, Bischof von Rochester
- Mitte des Jahres: Gaston VI., Vizegraf von Béarn, Graf von Bigorre und Vizegraf von Marsan

### Zweites Halbjahr
- nach dem 2. Juli: Henri I. Clément, Herr von Mez und Argentan sowie Marschall von Frankreich (* 1170)
- 27. Juli: Étienne de Longchamps, französischer Ritter und Burgherr
- 30. Juli: Otto I., Bischof (Elekt) von Gurk
- 8. August: Tore Gudmundsson, Erzbischof von Nidaros in Norwegen
- 30. August: Petrus Capuanus, italienischer Patrizier, Kardinal der römisch-katholischen Kirche
- 14. September: Albert von Jerusalem, Bischof von Bobbio, Bischof von Vercelli sowie Patriarch von Jerusalem, Heiliger der katholischen Kirche (* um 1149)

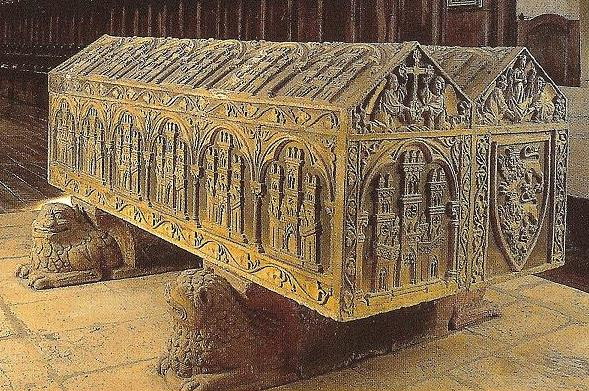
Doppelsarkophag Alfons VIII. und der Eleonore von Kastilien

- 5. oder 6. Oktober: Alfons VIII., König von Kastilien (* 1155)
- 18. Oktober: John de Gray, Bischof von Norwich und Justiciar of Ireland
- Oktober: Eleonore Plantagenet, Gräfin von Gascogne und Königin von Kastilien (* 1162)
- Oktober: Aubrey de Vere, 2. Earl of Oxford, englischer Magnat (* um 1163)
- vor November: David Komnenos, Gründer und Mitkaiser des Kaiserreichs Trapezunt (* um 1184)
- 4. Dezember: Wilhelm I. („der Löwe“), König von Schottland (* 1143)
- nach Weihnachten: Håkon Galen, norwegischer Jarl (* 1170)

### Genaues Todesdatum unbekannt
- Gerard de Canville, anglonormannischer Adeliger
- Maurus von Salerno, süditalienischer Arzt, medizinischer Schriftsteller und Lehrer (* um 1130)